# Sagartis
Els sagartis (llatí: sagartii, elamita Aš-šá-kar-ti-ia, babiloni kurSa-ga-ar-ta-a-a, grec sagartía, sagártioi) foren un poble un poble nòmada indoari establert durant el primer mil·lenni abans de Crist a la regió que del nom d'aquest pobla va ser anomenada Sagàrtia, i fou després una de les satrapies perses aquemènides, la XIV. Les seves terres se suposa que anaven entre Pàrtia cap a l'oest fins a Arbela. Ptolemeu els situa a la Mèdia a la regió de les Portes dels Zagros (Hulwan). Esteve de Bizanci esmenta una península de la mar Càspia anomenada Sagàrtia. Com que eren nòmades els seus territoris segurament variaven de temps en temps.
Heròdot esmenta que portaven roba de colors vius i que les seves botes arribaven fins al genolls. I que lluitaven amb llaç escorredor. No se sap si podrien ser els kur/lūZi-kir-ta-a-a esmentats en una inscripció de Sargon com habitants al nord dels Zagros (segle VIII aC) i el rei dels quals es deia Mi-ta-at-ti kurZi-kir-ta-a-a. Segurament van rebre de Ciaxares les terres d'Arbela per la seva ajuda en la conquesta de Nínive.
El cap sagarti Ciça(n)-taxma (elamita Ṣi-iš-šá-an-tak-ma), que deia ser d'ascendència meda de la línia de Ciaxares, fou derrotat per Darios I el Gran que fou empalat a Arbela.